# Monte Entoto

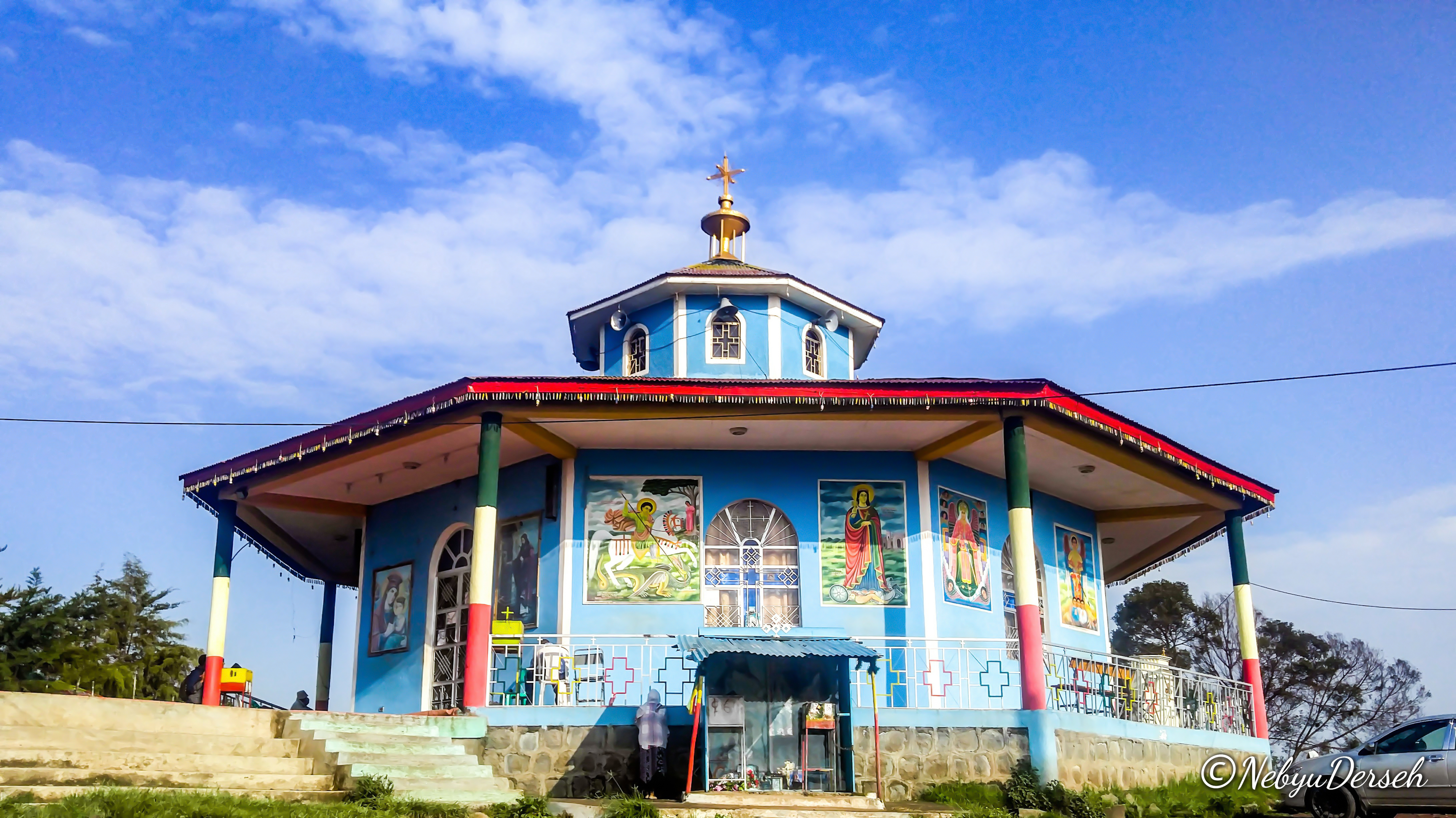
Chiesa di Entoto Maryam

Il monte Entoto è la più alta cima della città di Addis Abeba, capitale dell'Etiopia, ed è alto 3.200 metri. Il monte fa parte della catena montuosa dei monti Entoto. Qui Menelik II visse e costruì il suo palazzo, quando venne a risiedere ad Addis Abeba.
La montagna è fittamente ricoperta di eucalipti, alberi piantati all'epoca dell'imperatore Menelik II; per questo è a volte chiamata "il polmone di Addis Abeba". La foresta sul monte è un'importante fonte di legna da ardere per i cittadini della metropoli sottostante.